# إلين ينس
إلين ينس (بالهولندية: Ellen Jens) هي منتجة تلفزيونية ومخرجة هولندية، ولدت في 1940 في زفوله في هولندا.

## وصلات خارجية
- إلين ينس على موقع IMDb (الإنجليزية)
- إلين ينس على موقع قاعدة بيانات الفيلم (الإنجليزية)